# Miss Perú Universo 2016
El Miss Perú 2016 Universo fue la 64° edición que se realizó la noche del 23 de abril de 2016 en los estudios de América Televisión en Pachacámac. La Miss Perú saliente Laura Spoya coronó a su sucesora Valeria Piazza contando con la presencia y participación de la Miss Universo 2015, Pia Wurtzbach de Filipinas, quien también fue Presidenta del Jurado Calificador de la noche final.
La 1.ª y 2.ª Finalistas representaron al Perú en el Miss Grand Internacional 2016 y el Miss Internacional 2016 respectivamente. El evento fue televisado por América Televisión por primera vez desde el 2002. La peruana María Julia Mantilla, Miss Mundo 2004 y el presentador Mathías Brivio, presentaron el evento.

## Resultados
| Título                                     | Candidata |
| ------------------------------------------ | --- |
| Miss Peru 2016 Miss Perú Universo          | - Distrito Capital - Valeria Piazza |
| Miss Grand Peru 2016 1.ª finalista         | - Piura - Prissila Howard |
| Miss International Peru 2016 2.ª finalista | - La Esperanza - Danea Panta |
| 3ra Finalista                              | - La Libertad - Estefani Mauricci |
| 4ta Finalista                              | - Region Lima - Ivana Yturbe |
| Top 11^                                    | - USA Perú - Janick Maceta - Cuzco - Antonella de Groot - San Isidro - Giuliana Barrios - Callao - Giuliana Montalbetti - Trujillo - Ana Estefanía Vásquez - Ancash - Suemi Jhong |
| Top 15                                     | - Sullana - Leonela López - Amazonas - Hanny Portocarrero - Ucayali - Marjorie Patiño - Chincha - Lucero Francis Fernández                                                        |

- Este símbolo (^) se refiere a que debería haber habido un Top 10, pero por un empate en las puntuaciones de Traje de Baño, al final se presentó un Top 11. (Esto no ocurría desde el ano 2001).

## Premios Especiales
- Reina Rosa 2016 - Chimbote - Mirella Paz Baylón

## Candidatas
- Amazonas - Hanny Karin Portocarrero Blasco
- Ancash - Suemi Kim Jhong
- Apurímac - Flor Cristina Vergara Baca
- Arequipa -  Ximena Tamayo Butilier
- Ayabaca - Sophia Cossio La Barra
- Callao - Giuliana Montalbetti Watson
- Chimbote - Mirella Paz Baylón
- Chincha - Lucero Francis Segovia
- Cuzco - Antonella De Groot Velasco
- Distrito Capital - Valeria Piazza
- Europa Perú - Kim Zollner Schöster
- Huaraz - Stefania Viviani Del Carpio
- Ica - Solymar Camasca
- La Esperanza - Danea Panta
- La Libertad - Estefani Mauricci Gil
- Lambayeque - Saymel Vega Ramos
- Moquegua - Rossi Maribel Vargas Estrada
- Pachacámac - Kiara Stephany Barrantes Castaño
- Piura - Prissila Howard
- Pucallpa - Sharon Neyra Urquia
- Region Lima - Ivana Yturbe
- San Isidro - Giulliana Barrios Fagioni
- San Martín - Valkiria Aragón Andrade
- Sullana - Leonela López De La Paz
- Surco - Giomara Suárez Echegeray
- Talara - Karla Juliany Flores Ugaztegui
- Trujillo - Ana Estefanía Vasquez Paiva
- Tumbes - Eva Reyes Martinez
- Ucayali - Marjorie Patiño Castro
- USA Peru - Janick Maceta Del Castillo
- Villa El Salvador - Alexia Villagomez Ruiz

Source:

## Jueces
- Pia Wurtzbach - Miss Universo 2015 de las Filipinas.
- Chelsi Smith - Miss Universo 1995 de los Estados Unidos.
- Olga Zumarán - Miss Perú 1978
- Marisol Martínez - Miss Perú 1990
- Viviana Rivasplata - Miss Perú 2001
- Adriana Zubiate - Miss Perú 2002
- Claudia Ortiz de Zevallos - Miss Perú 2003
- Mónica Chacón - Miss Perú Mundo 1996
- Marina Mora - Miss Perú Mundo 2002
- Luis Miguel Ciccia - Propietario y Director de Turismo CIVA
- Ruth Enciso - Directora Jefe de Ellos y Ellas en la Revista CARETAS
- Patricia Uehara - Fotógrafa Profesional
- Rebecca Escribens- Presentadora de TV
- Norka Peralta - Diseñadora de Modas Oficial de la Organizaci´pn Miss Perú
- Isabel Serkovic-  Diseñadora de Modas
- Percy Luzio - Director de imagen televisiva.

## Invitados Musicales
- Desfile en Traje de Baño - Lil Silvio & El Vega

- Desfile en Traje de Gala - Micheille Soifer & Idéntico

## Resultados posteriores
- La ganadora Valeria Piazza logró ubicarse en el Top 13 del Miss Universo 2016, realizado en Filipinas, convirtiéndose en la decimoctava peruana de la historia en clasificar en el Miss Universo.
- Por su parte Prissila Howard entró al Top 10 del Miss Grand Internacional 2016.
- Ivana Yturbe se coronó como Reina Mundial del Banano 2016 realizado en Machala, Ecuador.